# Bryan Barberena
Bryan Paul Barberena, född 3 maj 1989 i Montclair, är en amerikansk MMA-utövare som sedan 2014 tävlar i organisationen Ultimate Fighting Championship.